# Симию (река)
Река Симию (Simiyu) протича през Танзания от югоизток на северозапад и се влива в залива Магуа на езерото Виктория. Водосборният басейн на реката е разположен в югоизточната част на басейна на езерото и обхваща площ от 10 800 km2. Територията е почти равнинна, осеяна с ниски и малки хълмове. Изворът на реката се намира на 2000 m надморска височина, устието – на 1100 m, а средният наклон е около 1,4%. Пустеещите земи обхващат 46,5% от общата площ на басейна, 25,5% се падат на ливадите, 19,7% - на храстовидна растителност и 8,3% на обработваеми земи. Почвите са предимно песъчливи и глинести. Почвената карта на района е изработена през 2002 г. Общият приток на вода от реката към езерото Виктория е 500х106 m3, като 9% от тях идват от земеделски земи, но те са достатъчни за да поддържат нивото на замърсяване при устието на реката високо.

## Климат
Климатът на района е горещ, тропически. Наблюдават се два ясно изразени сезона – слаби валежи падат през ноември, декември и януари и дълги и обилни дъждове —- през март, април и май. Средното годишно количество на валежите е 700-1000 mm Годишните изпарения са около 1300 mm, а притока на вода от реката в езерото Виктория варира от 0 до 200 m3/s. Средната годишна температура е 23 °C.

## Замърсяване
Танзания, Кения и Уганда създават проекта Lake Victoria Environmental Management Project (LVEMP), финансиран от Световната банка, за борба с ерозията и замърсяването в 10 речни екосистеми в басейна на езерото Виктория. Проектът започва да функционира през 1997 г. и в него е включена екосистемата на р. Симию. Счита се, че тази река е един от основните замърсители на езерото на територията на Танзания, тъй като има сравнително голям водосборен басейн и протича през терени с интензивно селско стопанство, където се ползват големи количества изкуствени торове и пестициди. Химикалите се пренасят от повърхностния слой на реката под формата на разтвори и механично смесени частици. Освен това реката генерира високо количество седименти. Главните проблеми, които подлежат на разрешаване според проекта са повърхностен отток, ерозия, отлагане на седименти, химични, биологични и биохимични взаимодействия в системата почва-растителност-води.